# Champlain (Québec)
Pour l’article homonyme, voir Champlain.
Champlain est une municipalité canadienne du Québec située dans la MRC Les Chenaux, dans la région de la Mauricie. Localisé sur la rive nord du fleuve Saint-Laurent, Champlain fait aussi partie de la région métropolitaine de Trois-Rivières.
La municipalité est membre de l'Association des plus beaux villages du Québec.

## Toponymie

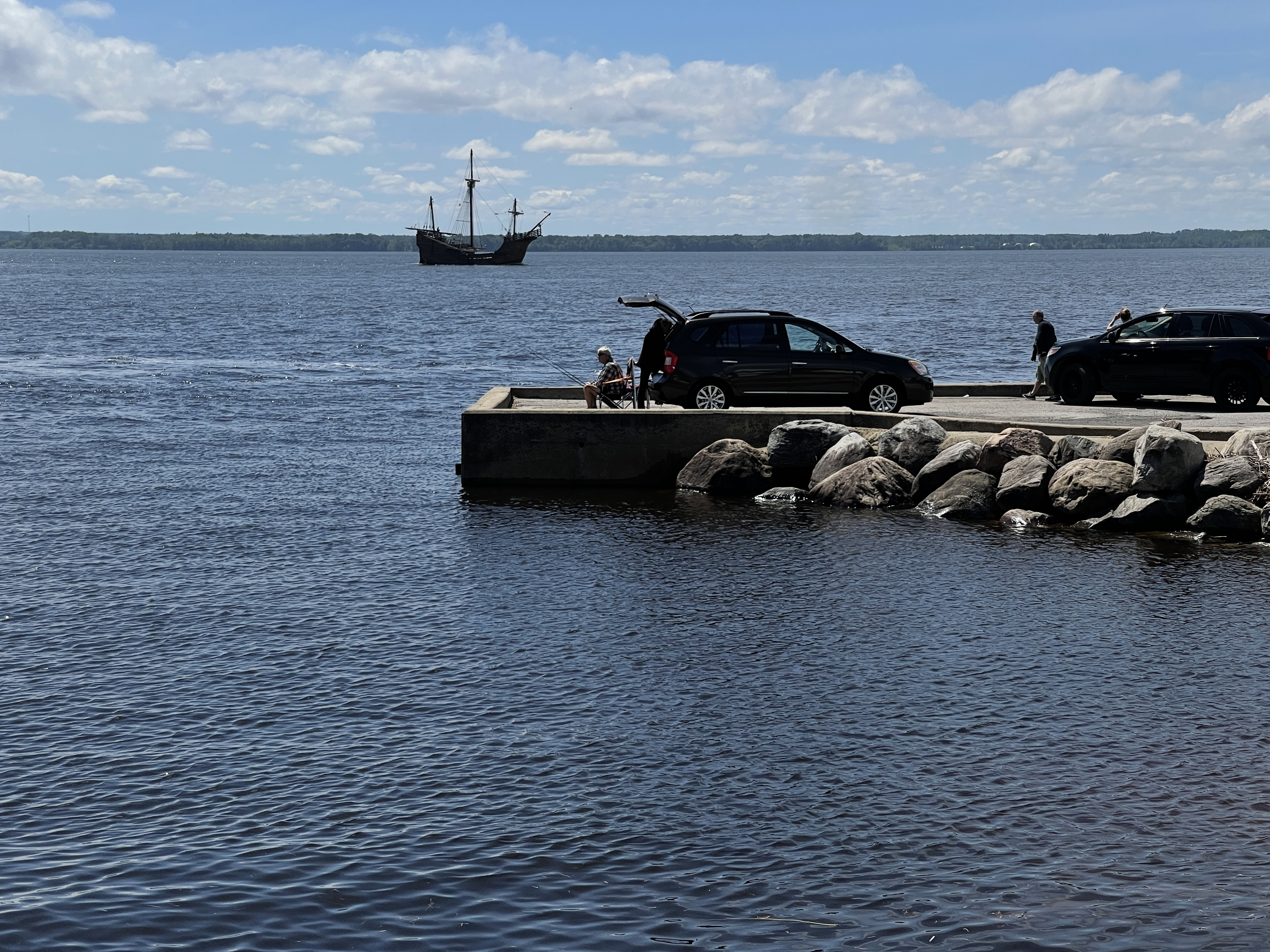
Quai de Champlain, fleuve Saint-Laurent, passage de la caraque Santa-Maria.

En 1632, Samuel de Champlain, fondateur de la Nouvelle-France, donna son propre nom à la rivière Champlain. Le nom Champlain a ensuite été donné à la seigneurie par le seigneur Étienne Pézard de La Tousche, puis à la paroisse, au comté provincial (1829), au comté municipal (1845), à la municipalité (1855) et au comté fédéral (1867).
L’acte de concession de la seigneurie, le 8 avril 1664, ne donne pas de nom au fief concédé à Étienne Pézard de La Tousche. L’acte mentionne seulement que la quantité de terre concédée s’étend « depuis la rivière Champlain en montant sur le dit fleuve vers lesdites Trois-Rivières ». Dès 1668, les actes relatifs aux habitants de Champlain mentionnent qu’ils habitent à « La Touche-Champlain » ou simplement à « Champlain » dès 1669. En 1684, le lieu est déjà bien connu sous le nom de Champlain puisque Mgr de Laval, en donnant enfin les titres officiels de la paroisse vingt ans après sa fondation, écrit : « le lieu communément appelé Champlain ». Quant au seigneur, il se faisait appeler La Touche-Champlain déjà en 1680 ou Pézard-Champlain déjà en 1693 ou Pézard-Latouche-Champlain déjà en 1702.
La Commission de toponymie rapporte avoir relevé une « version populaire » voulant que Samuel de Champlain ait donné son nom parce que, « émerveillé par la beauté des lieux, [il] se serait écrié : “Quel beau champ plein!”, du latin campus planus, champ plat. » Quoique sympathique, cette version n’est confirmée par aucune source écrite de ce temps.

## Histoire
Le territoire actuel de la municipalité de Champlain s’étend sur le fief Marsolet et le fief Hertel (ou de l’Arbre-à-la-Croix), tous deux concédés le 5 avril 1644, ainsi que sur la seigneurie de Champlain, concédée le 8 août 1664.
Les premiers occupants de Champlain s’installent en 1664 ou 1665. Il y a bien eu une première tentative sur une terre concédée le 16 août 1643, mais l’éloignement et la menace iroquoise en découragèrent les initiateurs. En 1664 ou 1665, les premiers s’établissent d’abord du côté de la seigneurie de Champlain. L’année suivante (1666) commenceront les concessions sur le fief Hertel et en 1667 sur le fief Marsolet. Quelques-unes des premières familles viennent de Trois-Rivières, c’est le cas de celles d’Antoine Desrosiers, François Chorel et Pierre Dandonneau.

Église Notre-Dame-de-la-Visitation, visite officielle et registres anciens
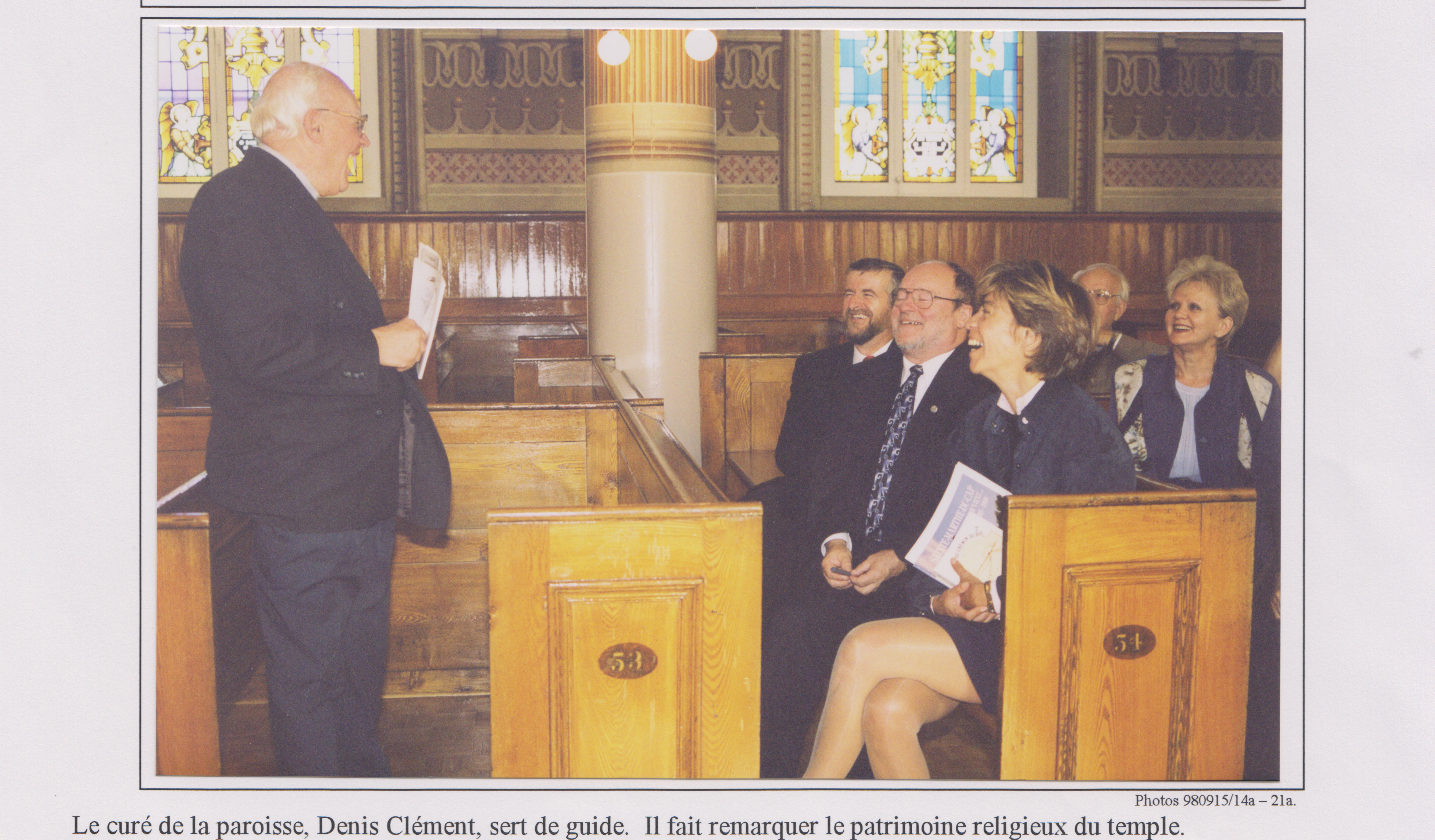
Mgr Denis Clément accueille le député, la ministre, le maire, 1998
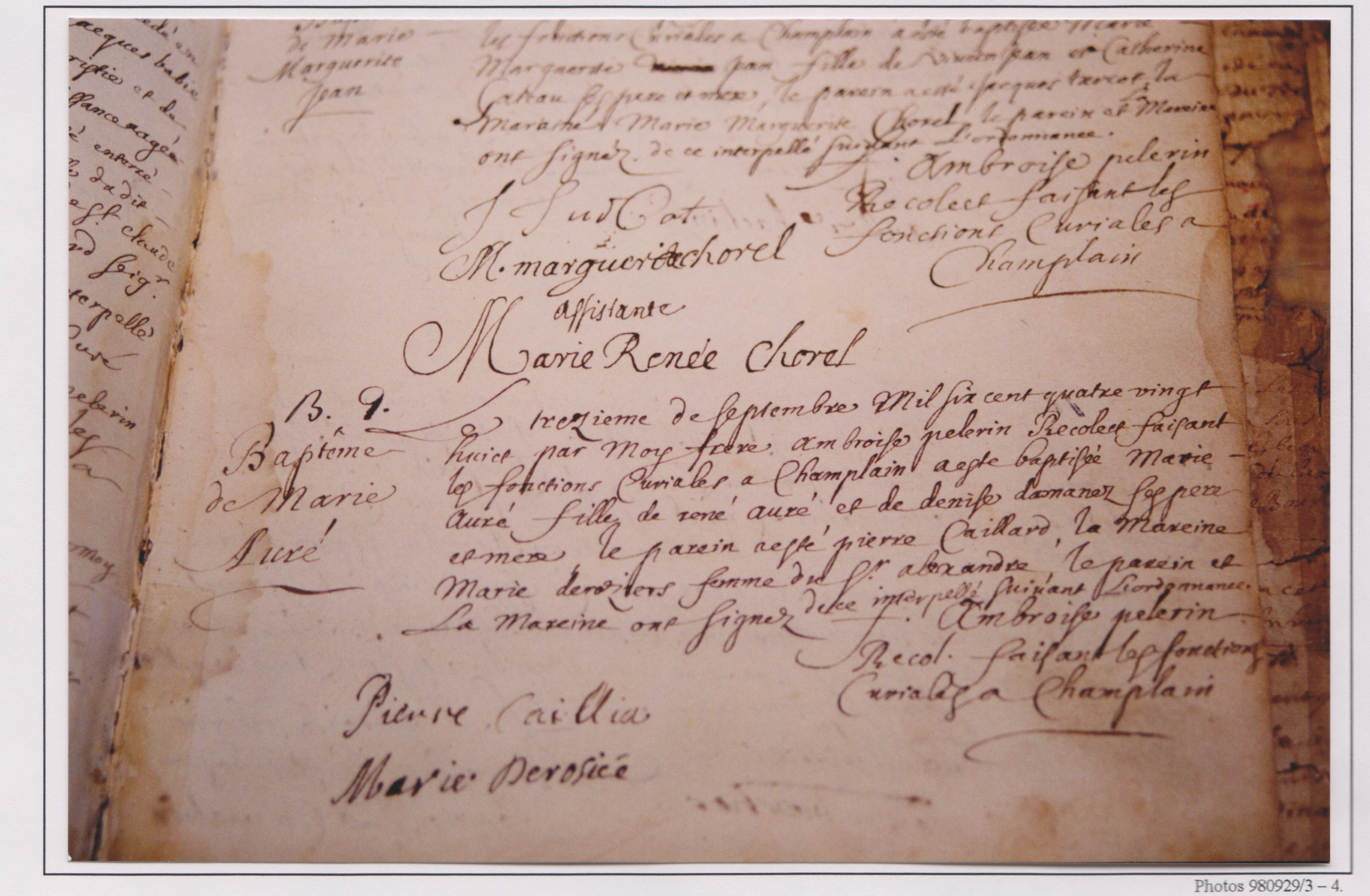
Registre daté de 1679
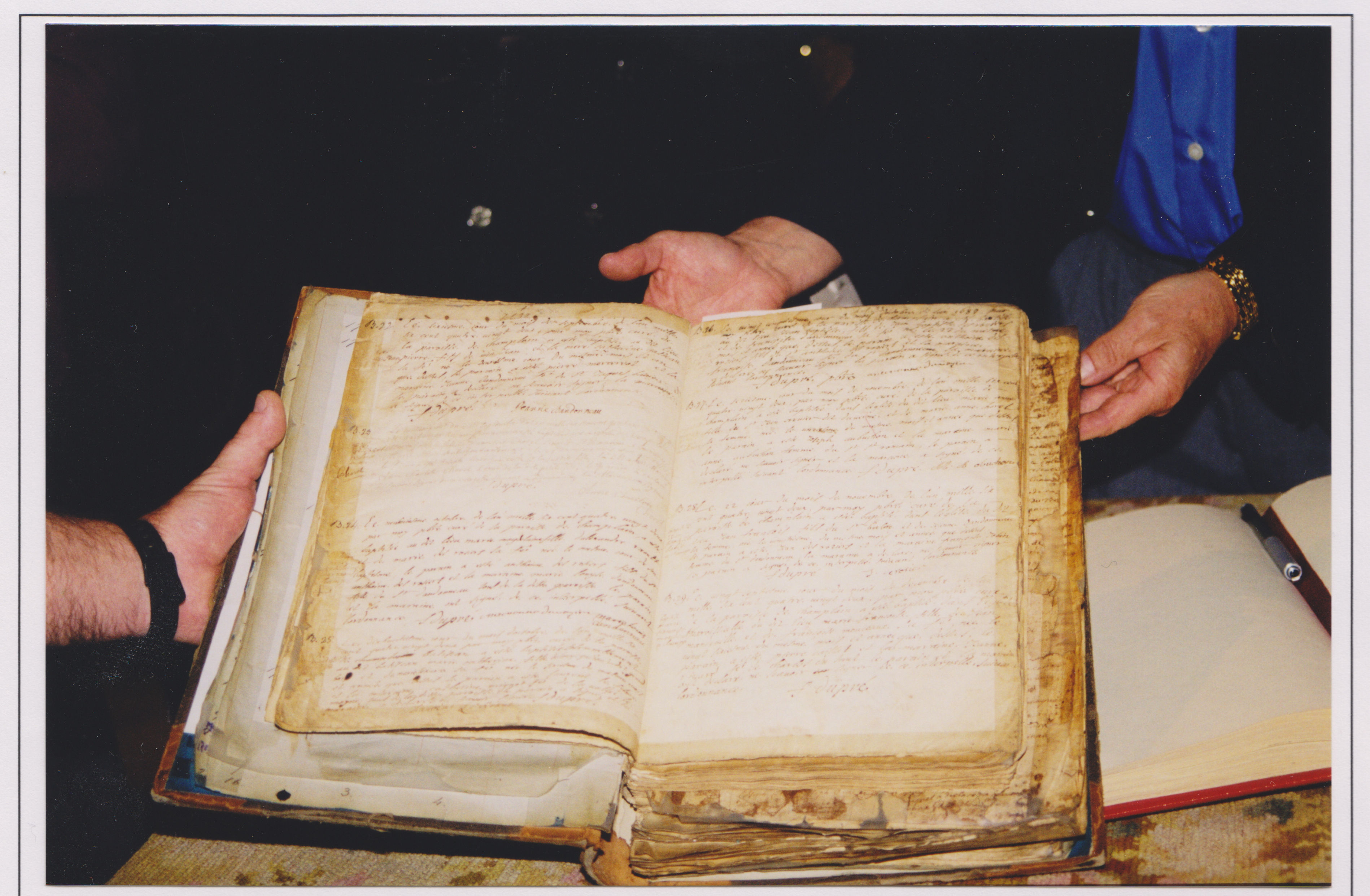
Registre daté de 1679

### Chronologie
- 5 avril 1644 : Concession du fief Marsolet et du fief Hertel (ou de l’Arbre-à-la-Croix).
- 8 août 1664 : Concession de la seigneurie de Champlain. Cette date est considérée comme étant la fondation de la localité de Champlain, la huitième plus ancienne localité de la Nouvelle-France.
- 1664 : Construction du fort La Touche-Champlain.
- 1789 : Achat de la seigneurie de Champlain par Joseph Drapeau[11].
- 1797 : Achat de la seigneurie par Joseph Frobisher (en)[12].
- 1817 : Achat de la seigneurie par Mathew Bell et David Monro (en)[13].
- Années 1830-1850 : Apparition du village actuel au centre de la localité. En 1860, il y a 20 emplacements dans le village. En 1933, il y en avait 150.
- 1er juillet 1845 : Érection de la Municipalité de paroisse de Champlain, d'un compeau jusqu'alors dépourvu d'organisation municipale[14].
- 1er septembre 1847 : Fusion de la Municipalité de paroisse de Champlain et de plusieurs autres entités, pour former la Municipalité de comté de Champlain[15].
- 1er juillet 1855 : Abolition et division de la Municipalité de comté de Champlain pour reformer plusieurs entités distinctes, dont la Municipalité de paroisse de La Visitation-de-Champlain, c'est le retour à la situation qui prévalait de 1845 à 1847[16].
- 1879 : Construction de l'église actuelle
- 1882 : Construction du couvent actuel
- 1886 : Les rues Sainte-Anne et Saint-Joseph sont légalisées par le conseil municipal.
- 2 octobre 1917 : Érection de la Municipalité du village de Champlain, par la division de la Municipalité de paroisse de Champlain.
- 15 mars 1969 : Confirmation du statut ainsi que du toponyme de la Municipalité de village de Champlain, qui demeure la Municipalité de village de Champlain[17].
- 15 mars 1969 : Modification au toponyme de la Municipalité de paroisse de Champlain, qui devient la Municipalité de paroisse de La Visitation-de-Champlain[18].
- 1979 : Fêtes du tricentenaire de Champlain. L'anniversaire (300 ans) a été basée sur une erreur de date de fondation. La plus ancienne trace de cette erreur remonte à 1871 qui s'appuyait sur la date du plus vieux registre de baptêmes, mariages et sépultures conservés dans les archives de Champlain, sans tenir compte que les registres de 1665-1679 avaient disparu.
- 1982 : La municipalité est incluse dans la municipalité régionale de comté (MRC) de Francheville. Cette MRC est abolie en 2002 et Champlain incluse dans la nouvelle MRC des Chenaux.
- 11 décembre 1982 : Érection de la Municipalité de Champlain, de la fusion de la Municipalité de paroisse de La Visitation-de-Champlain (créée en 1855) et de la Municipalité de village de Champlain (créée en 1917)[19].
- 10 septembre 1984 : Le pape Jean-Paul II passe en train sur le territoire de la municipalité de Champlain, en route de Québec vers Trois-Rivières.
- 7 avril 1986 : Le conseil municipal adopte une résolution officialisant le gentilé Champlainois-Champlainoise pour désigner les habitants de Champlain.
- 30 août 1986 : Confirmation du statut ainsi que du toponyme de la Municipalité de Champlain, qui demeure la Municipalité de Champlain[20].
- 2002 : La municipalité est incluse dans la nouvelle municipalité régionale de comté (MRC) des Chenaux, créée par la division de la MRC de Francheville et de la Ville de Trois-Rivières.
- 13 octobre 2004 : Découverte d'un premier astéroïde à partir de l'Observatoire du Cégep de Trois-Rivières de Champlain. Il porte le numéro 157329 et a été nommé provisoirement 2004 TM16.
- 24 novembre 2006 : Découverte d'un second astéroïde à partir de l'Observatoire astronomique de Champlain. Il porte le numéro 161815 et le nom temporaire de 2006 WK30.
- 2014 : Fêtes du 350e anniversaire de Champlain. Cette fois, le critère retenu pour la fondation est le début du peuplement permanent, rendu possible par la concession de la seigneurie de Champlain en 1664.

## Géographie

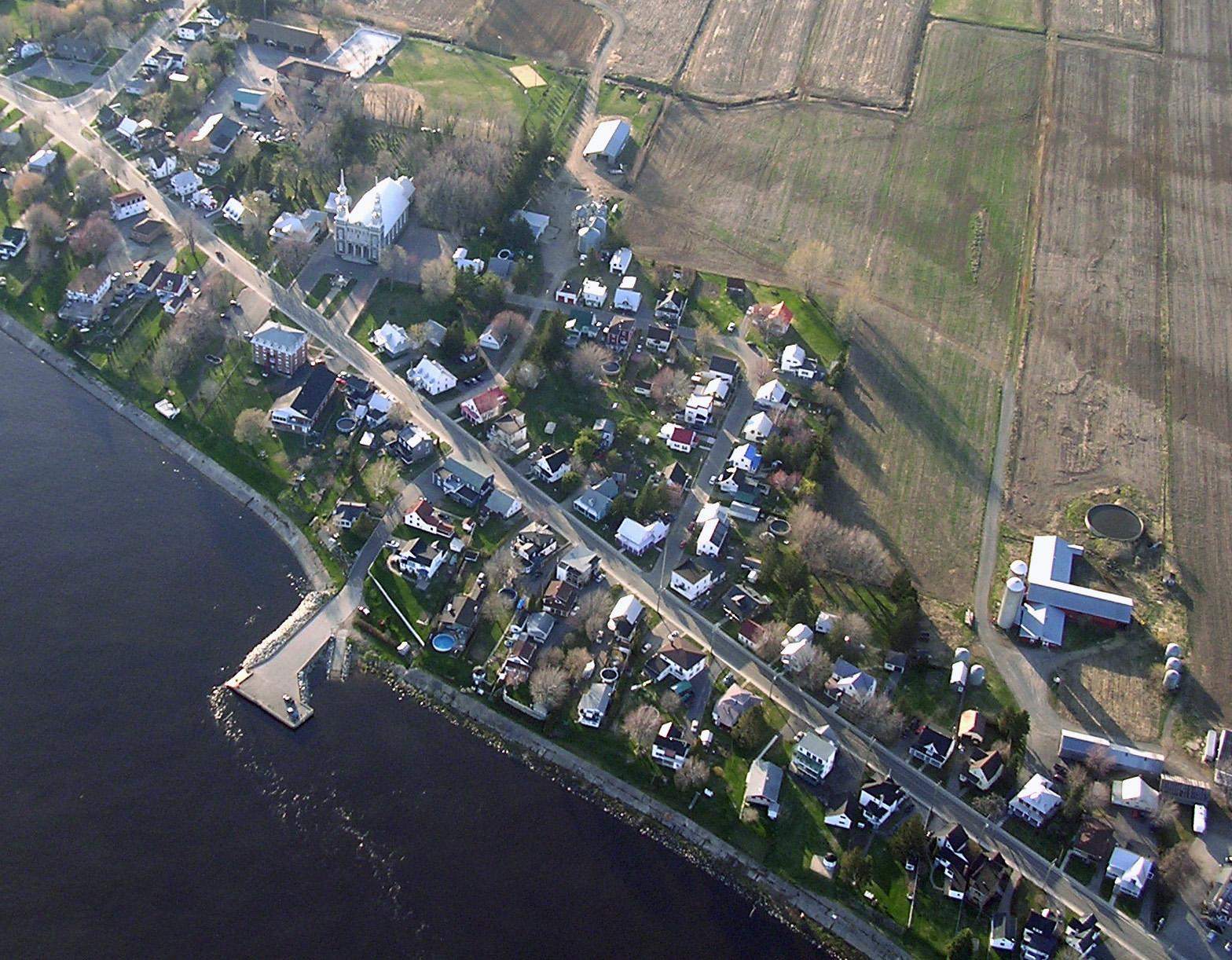
Champlain, vue aérienne

La Rivière Champlain traverse l'est de la municipalité du nord-ouest vers le sud-est.

## Démographie
| 1666 | 1681 | 1683 | 1760 | 1765 | 1851  | 1861  | 1871  | 1881  |
| ---- | ---- | ---- | ---- | ---- | ----- | ----- | ----- | ----- |
| -    | 294  | 285  | 216  | 228  | 1 923 | 2 177 | 1 601 | 1 668 |

| 1891  | 1901  | 1911  | 1921  | 1931  | 1941  | 1951  | 1961  | 1971  |
| ----- | ----- | ----- | ----- | ----- | ----- | ----- | ----- | ----- |
| 1 523 | 1 539 | 1 600 | 1 517 | 1 493 | 1 460 | 1 401 | 1 516 | 1 510 |

| 1981 | 1991 | 2001  | 2006  | 2011  | 2016  | 2021  | - | - |
| ---- | ---- | ----- | ----- | ----- | ----- | ----- | - | - |
| -    | -    | 1 623 | 1 566 | 1 664 | 1 735 | 1 807 | - | - |

## Administration
Les élections municipales se font en bloc pour le maire et les six conseillers.
| Champlain Maires depuis 2005                                                                                         |                    |         |          |
| Élection | Maire              | Qualité | Résultat |
| 2005 | Marcel-P. Marchand |         | Voir     |
| 2009 | Jean-Robert Barnes |         | Voir     |
| 2013 | Guy Simon          |         | Voir     |
| 2017 | Guy Simon          | Voir    |          |
| 2021 | Guy Simon          | Voir    |          |
| Élection partielle en italique Depuis 2005, les élections sont simultanées dans toutes les municipalités québécoises |                    |         |          |

## Corporation municipale de Champlain
Incorporée le 11 décembre 1982, la corporation municipale de Champlain porte le nom de « Municipalité de Champlain ». Elle est une corporation civile locale, publique, à but non lucratif, dont l'objet est d'administrer les finances, les biens et généralement l'organisation territoriale à Champlain. Elle compte six conseillers et un maire, tous rémunérés, qui forment le conseil d'administration (le conseil municipal).
Ses origines remontent à 1845 et à 1855. En 1845, le gouvernement créait d'abord une corporation locale sous le nom de « Municipalité de paroisse de Champlain », qu'il a abolie deux ans plus tard, en 1847. Cette année-là (1847), l'administration du territoire de Champlain était confiée à une corporation régionale, la « Municipalité de comté de Champlain », créée en 1847 de la fusion de plusieurs municipalités locales. En 1855, le gouvernement abolissait la corporation régionale de 1847, et créait à nouveau une corporation locale sous le nom de « Municipalité de paroisse de La Visitation-de-Champlain ». En 1917, une partie du territoire administré par cette corporation locale a été détachée par le gouvernement pour former une corporation autonome sous le nom de « Municipalité du village de Champlain ». En 1982, ces deux corporations ont été abolies et les deux territoires ont été fusionnés pour former une nouvelle corporation locale sous le nom de « Municipalité de Champlain ».
Les biens que possède la corporation municipale en 2016 sont un bureau municipal, un garage municipal, un réseau routier avec ses ponts et son système d'éclairage, une salle communautaire désignée sous le nom de « centre du Tricentenaire », des installations de loisirs (un terrain de baseball, un terrain de soccer, un terrain de tennis, un parc pour enfants), un entrepôt (l'ancienne coop), une ancienne caserne de pompiers sur la rue Sainte-Anne, deux stations de pompage d'eau potable, un réseau d'aqueduc, un réseau d'égouts, un champ d'épuration des eaux usées, un belvédère sur le parc de la Fabrique, deux haltes cyclistes, une halte routière, une bibliothèque qu'elle partage avec la Commission scolaire du Chemin-du-Roy.

## Corporation catholique de Champlain
Fondée en 1664, la Fabrique de la paroisse Notre-Dame-de-la-Visitation de Champlain a été incorporée le 2 novembre 1684 avec l'érection canonique par Mgr François de Laval, évêque de Québec. Elle est une corporation religieuse locale à but non lucratif, dont l'objet est d'acquérir, de posséder, de détenir, et d'administrer les finances et les biens pour les fins de l'exercice de la religion catholique romaine à Champlain. Elle compte six membres bénévoles et un prêtre qui forment le conseil d'administration (le conseil de fabrique). Les biens que possède la corporation catholique en 2016 sont un terrain acquis en 1806, sur lequel il y a l’église construite en 1878-1879, un presbytère construit en 1904, un garage construit vers 1960-1963, un cimetière ouvert en 1806, un charnier construit en 1905, deux stationnements, un monument du Sacré-Cœur datant de 1917, une grotte de la Vierge construite en 1982, ainsi que le parc de la Fabrique, sur lequel la municipalité possède un belvédère. Quelques espaces de stationnement sont loués aux résidents du HLM. Depuis 2018, l'église Notre-Dame-de-la-Visitation fait partie de la paroisse Saint-Laurent-de-la-Moraine.

## Climat
| Mois                              | jan.  | fév.  | mars  | avril | mai  | juin  | jui.  | août  | sep.  | oct.  | nov.  | déc.  |
| --------------------------------- | ----- | ----- | ----- | ----- | ---- | ----- | ----- | ----- | ----- | ----- | ----- | ----- |
| Température minimale moyenne (°C) | −18,7 | −17   | −9,9  | −1,3  | 5,3  | 10,7  | 13,3  | 12,2  | 7,2   | 1,8   | −4,3  | −13,6 |
| Température moyenne (°C)          | −13,2 | −11,2 | −4,6  | 3,8   | 11,6 | 16,9  | 19,4  | 18,1  | 12,8  | 6,6   | −0,5  | −8,9  |
| Température maximale moyenne (°C) | −7,6  | −5,3  | −0,8  | 9     | 17,9 | 22,9  | 25,4  | 24    | 18,3  | 11,3  | 3,3   | −4,2  |
| Record de froid (°C)              | −40   | −43,3 | −33,5 | −18,9 | −6,7 | −0,5  | 2,5   | 0,6   | −7    | −11,1 | −26,7 | −38   |
| Record de chaleur (°C)            | 12,5  | 10,5  | 16,7  | 31    | 32,2 | 34    | 36,7  | 35    | 31,7  | 27,8  | 22,2  | 16,5  |
| Précipitations (mm)               | 82    | 65,1  | 78,8  | 83,8  | 98,5 | 107,2 | 111,7 | 111,4 | 110,1 | 95,8  | 98,9  | 88,5  |

| Mois                              | jan.  | fév.  | mars  | avril | mai  | juin  | jui.  | août  | sep.  | oct.  | nov.  | déc.  |
| --------------------------------- | ----- | ----- | ----- | ----- | ---- | ----- | ----- | ----- | ----- | ----- | ----- | ----- |
| Température minimale moyenne (°C) | −18,1 | −16,1 | −9,5  | −0,7  | 5,6  | 10,9  | 13,6  | 12,6  | 8     | 2,2   | −3,4  | −12,3 |
| Température moyenne (°C)          | −12,8 | −10,3 | −4,2  | 4,5   | 11,8 | 17    | 19,5  | 18,5  | 13,7  | 7     | 0,3   | −7,9  |
| Température maximale moyenne (°C) | −7,4  | −4,7  | 1     | 9,6   | 17,9 | 23    | 25,4  | 24,4  | 19,3  | 11,7  | 4,1   | −3,5  |
| Record de froid (°C)              | −40,5 | −43,3 | −33,5 | −18,9 | −6,7 | −0,5  | 2,5   | −0,6  | −7    | −11,1 | −26,7 | −38   |
| Record de chaleur (°C)            | 12,5  | 11,5  | 16,7  | 31    | 34,5 | 34,5  | 36,7  | 35    | 33    | 27,8  | 22,2  | 16,5  |
| Précipitations (mm)               | 81,6  | 66,7  | 74,3  | 88,4  | 96,2 | 110,8 | 122,6 | 100,5 | 112,6 | 104,2 | 100,9 | 90,5  |

## Attraits et monuments

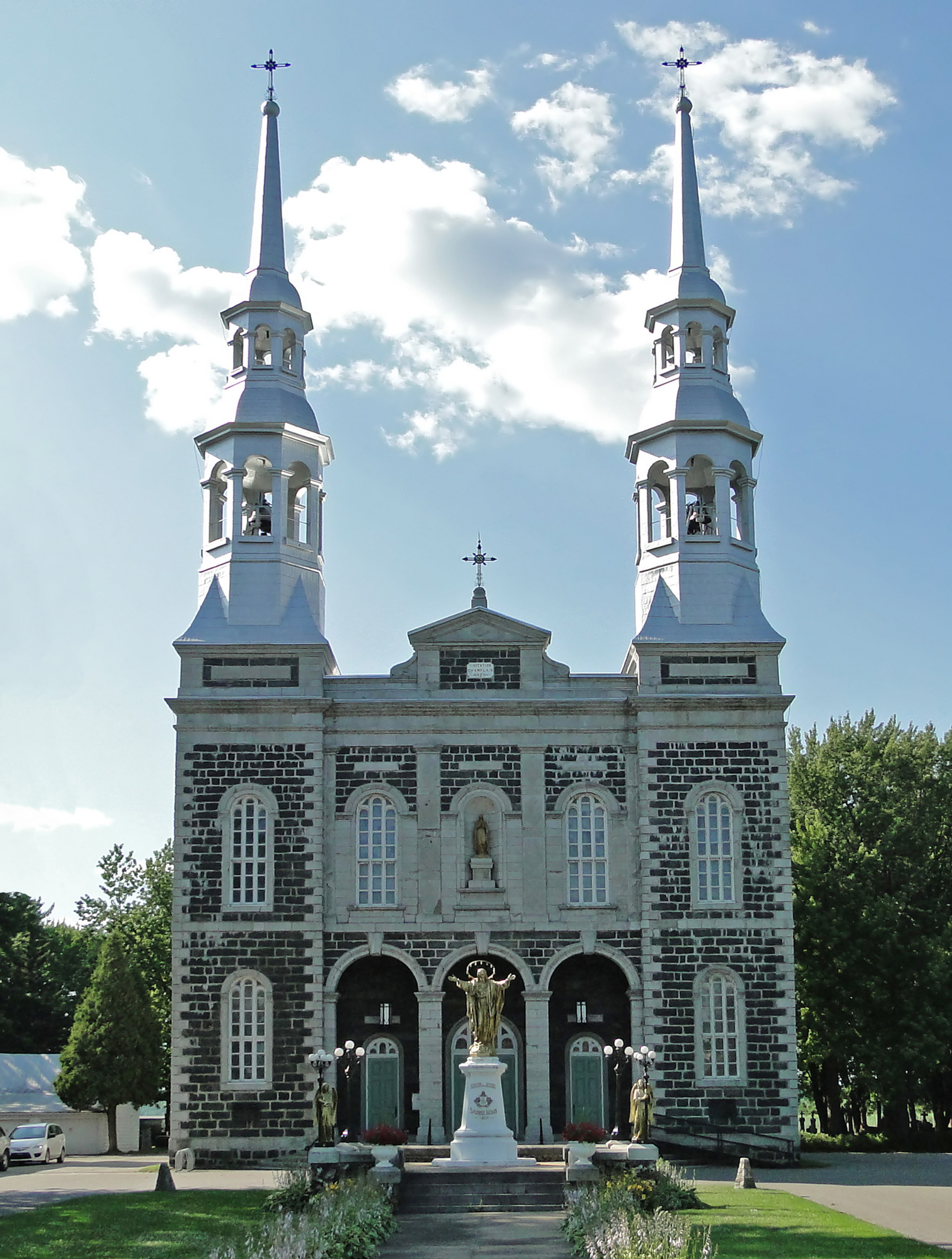
Église Notre-Dame-de-la-Visitation

- L'église Notre-Dame-de-la-Visitation est classée monument historique et est ouverte aux visiteurs. Elle a été conçue par l'architecte Gédéon Leblanc[45]. Les fresques qui la décorent sont l'œuvre de François-Édouard Meloche[45]. Des tableaux de Noël-Nicolas Coypel et du frère Luc y sont exposés en permanence. Plusieurs objets du patrimoine datant des 17e et 18e siècles y sont aussi montrés. Elle est la quatrième église de la paroisse, après celle construite en 1672, l'autre en 1699 et la troisième en 1808. De 1665 à 1672, la messe était célébrée dans la chapelle du fort. Elle compte également plusieurs plaques commémoratives : celle à la mémoire de Samuel de Champlain (à l'intérieur, près de l'autel latéral de saint Joseph), celles de Marguerite Bourgeoys, Mgr de Laval et du père Frédéric (toutes trois à l'intérieur, à l'arrière), celles des ancêtres Durand et Tétreau (apposées sur l’église, face au cimetière), celle de Jean-Paul II (sur la façade) et celle des Sœurs du Bon-Pasteur (à l'arrière), dévoilées en 1984, à l'occasion du 300e anniversaire de l’érection canonique de Champlain.

- La plus ancienne crèche d'église du Québec, construite vers 1883 et entièrement restaurée en 2014 par René Beaudoin. Elle avait servi dans l’église jusqu’aux années 1960 puis avait été remisée dans le grenier de la sacristie, d'où elle a été ressortie en 2014. Dans cette crèche, le Jésus de cire ne repose pas dans une mangeoire, mais sur un lit bleu royal à baldaquin. Ce lit est représentatif du regard victorien posé à cette époque sur l’Enfant Jésus : comme c’est l’Enfant Roi qui est né, il lui fallait, croyait-on à l’époque, un lit digne d’un roi. Le Jésus de cire avait été donné à un paroissien dans les années 1960 et a été remis à la Fabrique en 2014 pour retrouver sa place dans l’église. Le lit a été restauré par Daniel Laganière et Magella Bouchard[46].

- Le presbytère a été construit en 1904 par les entrepreneurs Giroux, Héroux, Bellemare et Morissette. C'est le cinquième presbytère de la paroisse après celui construit avant 1683, l'autre vers 1720, le troisième en 1806 et le quatrième en 1824. Le presbytère est ouvert aux visiteurs lors de certains événements. De 2007 à 2016, le Comité culturel de Champlain y a animé la « Galerie du presbytère » qui présentait des expositions d'art figuratif et non figuratif[47].

- L'observatoire astronomique du Cégep de Trois-Rivières

- La maison Chartier, érigée vers 1830 par le capitaine de milice Louis-Léonard Dubord. Elle est un ancien relais de poste du chemin du Roy. Elle est une propriété privée et n'est pas ouverte aux visiteurs.

- Deux maisons sont surmontées d'une « tour des veuves ». Ce n’était pas des veuves au sens propre du fait de la mort de leur mari, mais plutôt au sens figuré du fait de l’absence prolongée de leurs maris partis sur les bateaux. Du haut de ces tours, elles pouvaient mieux voir passer les bateaux de leurs maris. Elles sont des propriétés privées et ne sont pas ouvertes aux visiteurs.

- Plaque commémorative des ancêtres Juneau, installée sur la terre ancestrales des Juneau.

- Plaque commémorative des ancêtres Desrosiers-Désilets, dévoilée en 1991 à la halte routière.

- Monument du Sacré-Cœur, situé en face de l'église, érigé en 1917. La base est constituée de pierres coquilleuses et fossilisées, provenant de la mer et apportées par les marins de Champlain.

- Monument du tricentenaire, situé en face du presbytère, érigé à la « gloire des ancêtres » en 1979 lors des fêtes du tricentenaire de la localité. Fondée en 1664, Champlain avait alors 315 ans.

- Monument de Notre-Dame-du-Cap, ou grotte de la Vierge, érigé en 1982 avec des pierres provenant du solage de l'ancienne salle paroissiale qui se trouvait à cet endroit et qui fut démolie en 1981.

- Monument du Jubilé de l’an 2000, érigé en 2000 dans le cimetière à l'initiative du curé, Mgr Denis Clément qui en a assumé les coûts et en a fait don à la Fabrique paroissiale. Il a été réalisé par Monuments Boucher.

- Panneau d'interprétation sur la municipalité de Champlain, installé en 2008 au parc de la Fabrique, dans le cadre du circuit patrimonial du chemin du Roy, l'une des stratégies de mise en valeur de chacune des municipalités traversées par la route touristique du chemin du Roy.

- Panneau d'interprétation sur Marie Raclot, installé par la Municipalité en 2017 en face du presbytère, dans le cadre du circuit patrimonial des personnalités de la MRC des Chenaux, une stratégie de mise en valeur de chacune des dix municipalités qui composent la MRC des Chenaux. Le texte est de Marie-Pier Lemaire, révisé par René Beaudoin, historien, texte fortement inspiré de l'article de Mona Andrée Rainville, « Les sœurs Raclot, Parisiennes et Filles du roi ? Voyons voir... », publié dans les Mémoires de la Société généalogique canadienne-française, volume 67, numéro 3, cahier 289, automne 2016, p. 193-221. . La réalisation a été faite sous la direction de Marie-Pier Lemaire et de Françoise Bouchard, agentes culturelles de la MRC des Chenaux.

## Événements
- En février de chaque année : le Carnaval de Champlain
- En février de chaque année : le Boucan, rendez-vous des motoneiges
- Le 24 juin : Fête de la Saint-Jean-Baptiste
- En août de chaque année : les Fêtes champlainoises (de 2004 à 2006) et le rendez-vous artistique Phares sur Champlain (depuis 2007)

## Écoles
L'École des Champs-et-Marées compte deux édifices : l'édifice Champlain, situé à Champlain, et l'édifice Sainte-Marie, situé à Batiscan. Le pavillon de Champlain assure la 1re à la 4e année pour les élèves de Champlain et Batiscan. Les élèves de la maternelle, 5e et 6e année vont au pavillon sainte-Marie de Batiscan. L'école fait partie du réseau des écoles placées sous la responsabilité de la Commission scolaire du Chemin-du-Roy.

## Jumelage et coopération
Champlain est jumelée avec :
 Hiers-Brouage (France), depuis le 1er juin 1973. Brouage est la patrie de Samuel de Champlain. L’un des instigateurs du jumelage, le Père Maxime Le Grelle, s.j., décédé en 1984, est l’auteur de Brouage-Québec, foi des pionniers.

## Personnalités liées
- Gaétan Boucher, patineur de vitesse ;
- Sainte Marguerite Bourgeoys, venue à Champlain en 1676 y établir ses sœurs de la congrégation de Notre-Dame ;
- Paule Brunelle (née en 1953), femme d'affaires et personnalité politique habitant à Champlain ;
- Gédéon de Catalogne (1662-1729), arpenteur, cartographe et officier français, seigneur du fief des Prairies-Marsolet, (partie ouest de l'actuel territoire de la municipalité de Champlain) ;
- Samuel de Champlain (1567/1570-1635), explorateur français, qui a donné son nom à la rivière Champlain en 1632 ;
- Jean-Baptiste-Éric Dorion (1826-1866), marchand et homme politique ;
- Frédérick Durand (né en 1973), écrivain, musicien et journaliste, qui a vécu à Champlain jusqu'à 1995 ;
- Gérald Godin (1938-1994), poète, journaliste, éditeur, et homme politique dont la famille avait une maison d'été à Champlain ;
- Pauline Julien (1928-1998), chanteuse, militante, féministe et comédienne, maîtresse de Gérald Godin qu'elle accompagnait à Champlain.
- Bienheureux père Frédéric Jansoone (1838-1916), qui effectua plusieurs séjours Champlain entre 1888 et 1895 ;
- Père Rodrigue Larue (1913-2000), franciscain, né à Champlain où il vécut jusqu’à ses études au séminaire ;
- Henry McCarty (1859-1881), mieux connu sous le nom de « Billy the Kid ». Son ascendance maternelle remonterait jusqu’à Marie-Christine Trottier, née à Champlain en 1675 ;
- Jean Marchand (1918-1988), syndicaliste et homme politique né à Champlain ;
- Mgr François de Montmorency-Laval (1623-1708), premier évêque de la Nouvelle-France, qui a autorisé l'établissement d'une mission à Champlain en 1664 ou 1665 ;
- Ginette Reno (née en 1946), chanteuse et actrice, reçue Grande Champlainoise par le Conseil municipal de Champlain à l'issue de l'émission La Petite Séduction, tournée à Champlain en 2009 ;
- Madeleine de Verchères (1678-1747), seigneuresse de Sainte-Anne-de-la-Pérade.

## Tourisme
Lieu de villégiature, la municipalité de Champlain offre un coup d’œil impressionnant sur le fleuve Saint-Laurent à partir de la halte routière, du quai et du parc de la Fabrique. Champlain est située sur le chemin du Roy, qui relie Québec à Montréal (route 138), route touristique reconnue par Tourisme Québec. L'ancien relais de poste du chemin du Roy, la maison Chartier, s'y trouve toujours. Champlain présente deux façons de voir le ciel, avec son église patrimoniale et son observatoire astronomique. À Champlain, se trouvent aussi une galerie d'art au presbytère, un café-boutique, des artistes, des kiosques de fruits et légumes, des comptoirs d’alimentation fine, une auberge, deux gîtes, un camping, un restaurant et un casse-croûte.
Les premiers efforts pour développer le tourisme à Champlain ont été faits par la Société historique de Champlain avec la conception d'un circuit patrimonial en 1982 et l'installation de trois panneaux d'interprétation en 1983. Puis en 1986, à l'époque de l'ouverture de l'autoroute 40 avec la diminution conséquente du transport sur la route 138, furent créés le Comité d'initiatives touristiques du chemin du Roy, qui réunissait les municipalités de Sainte-Marthe-du-Cap (aujourd'hui le secteur Est de la ville de Trois-Rivières), Champlain, Batiscan et Sainte-Anne-de-la-Pérade, ainsi que des comités locaux dans chacune de ces quatre municipalités. Ces corporations ont été dissoutes en 1991. Un nouveau Comité touristique de Champlain a été en activités de 2000 à 2002, relancé en 2003. En 2005 fut créée la Corporation touristique de Champlain, relancée en 2015.

## Photographies

Rue Notre-Dame (Chemin du Roy, route 138 (Québec))
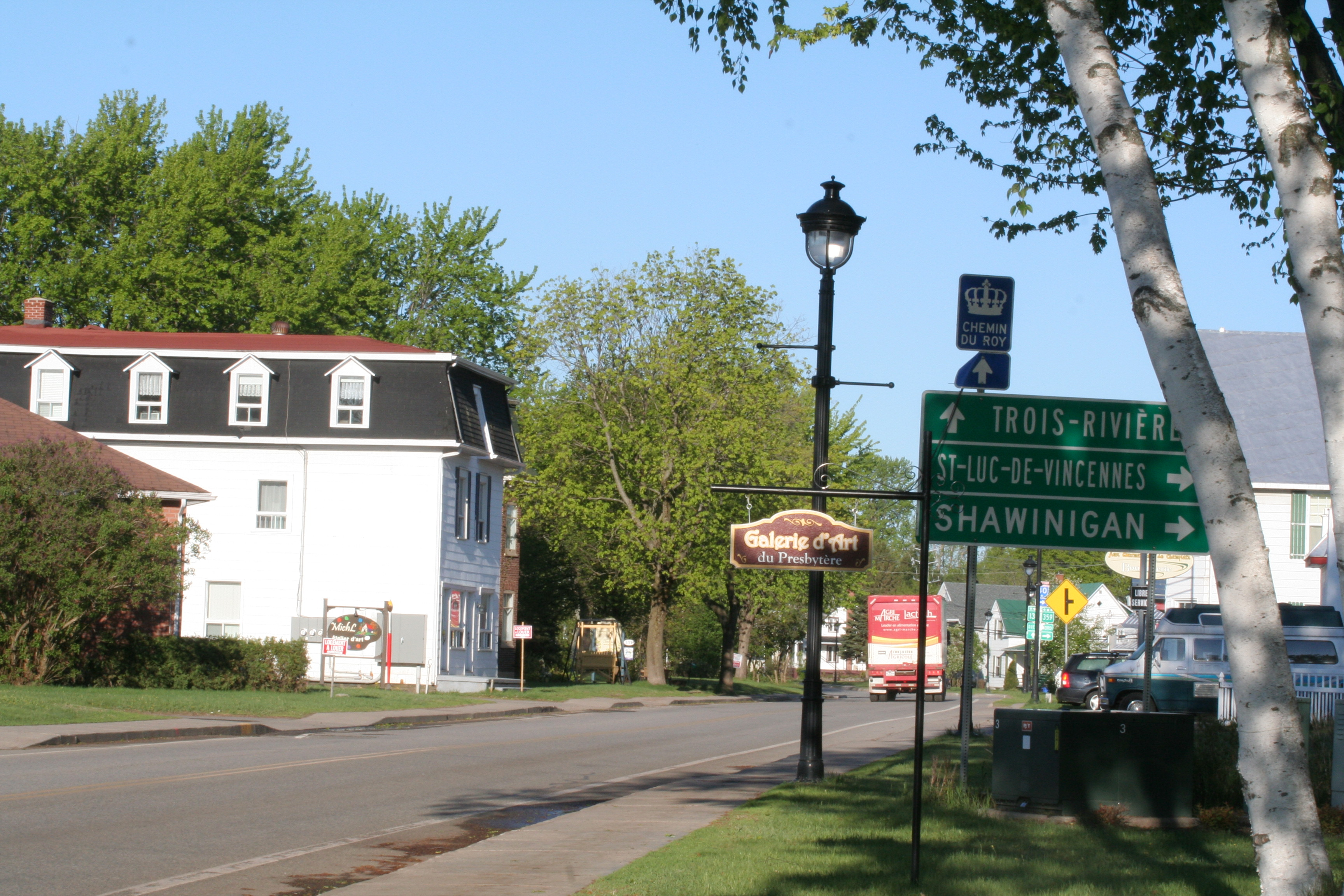
Carrefour au cœur du village
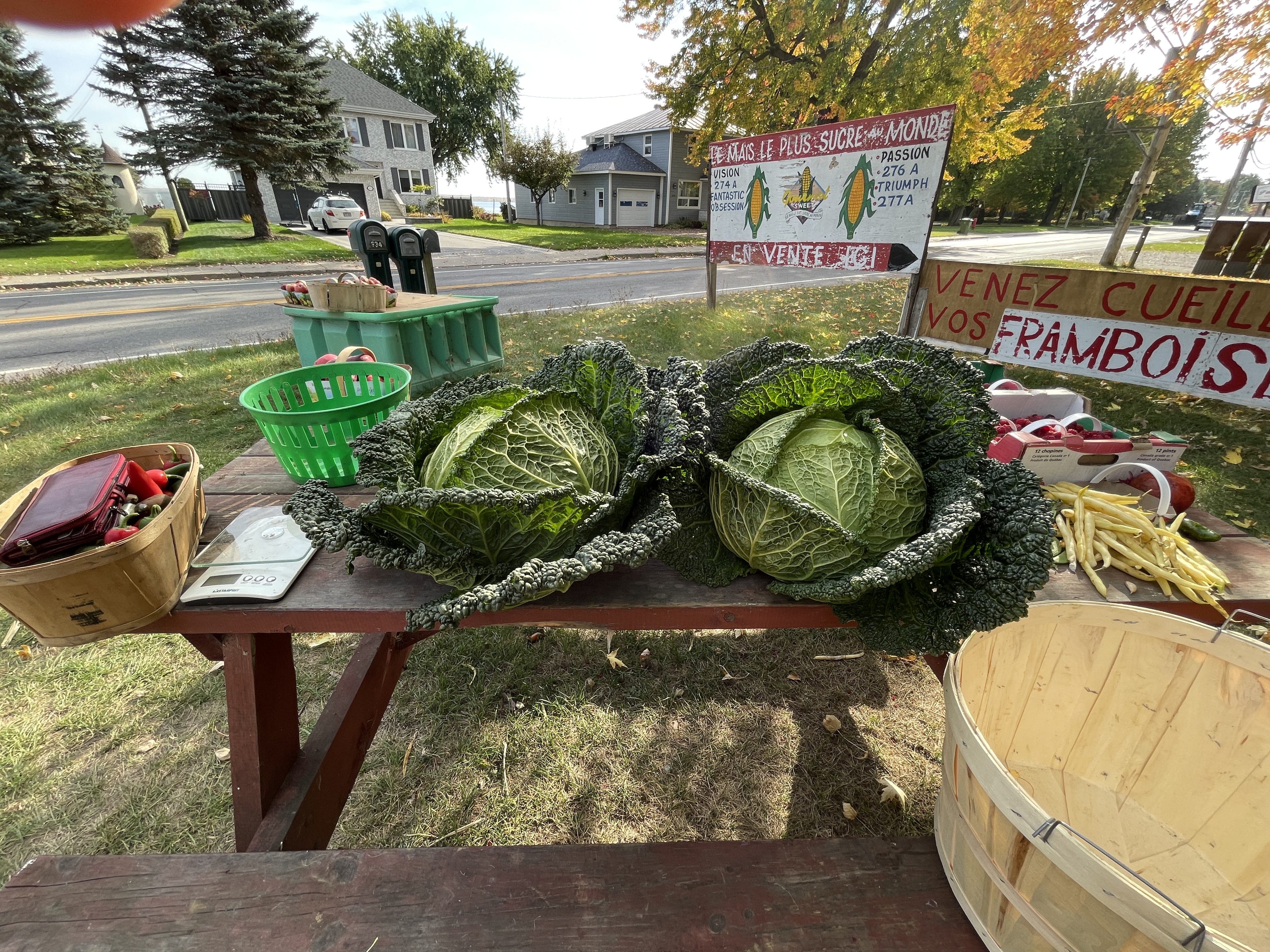
Kiosque de fruits et légumes, produits du terroir
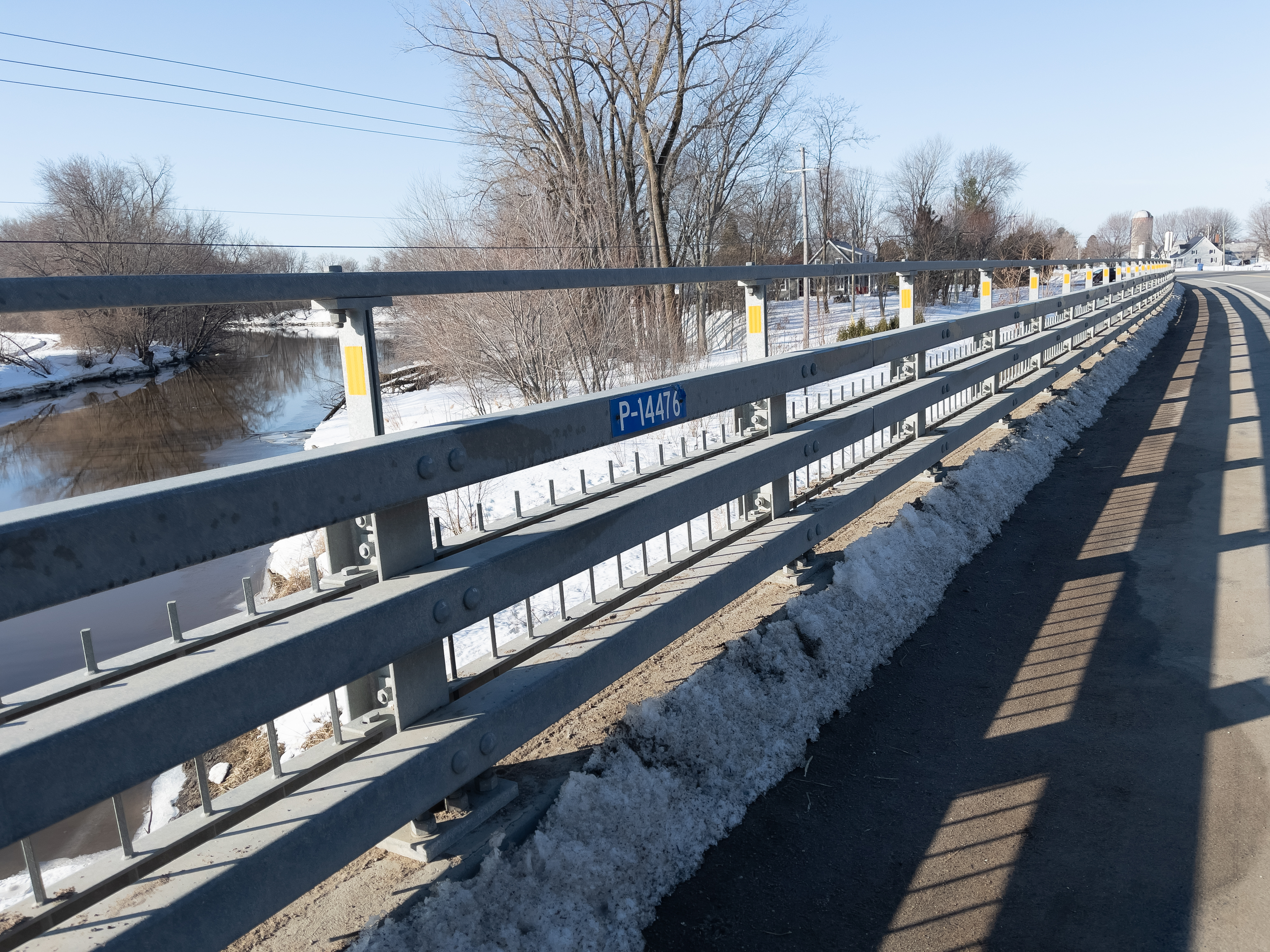
Pont 14476[49], sur la rivière Champlain
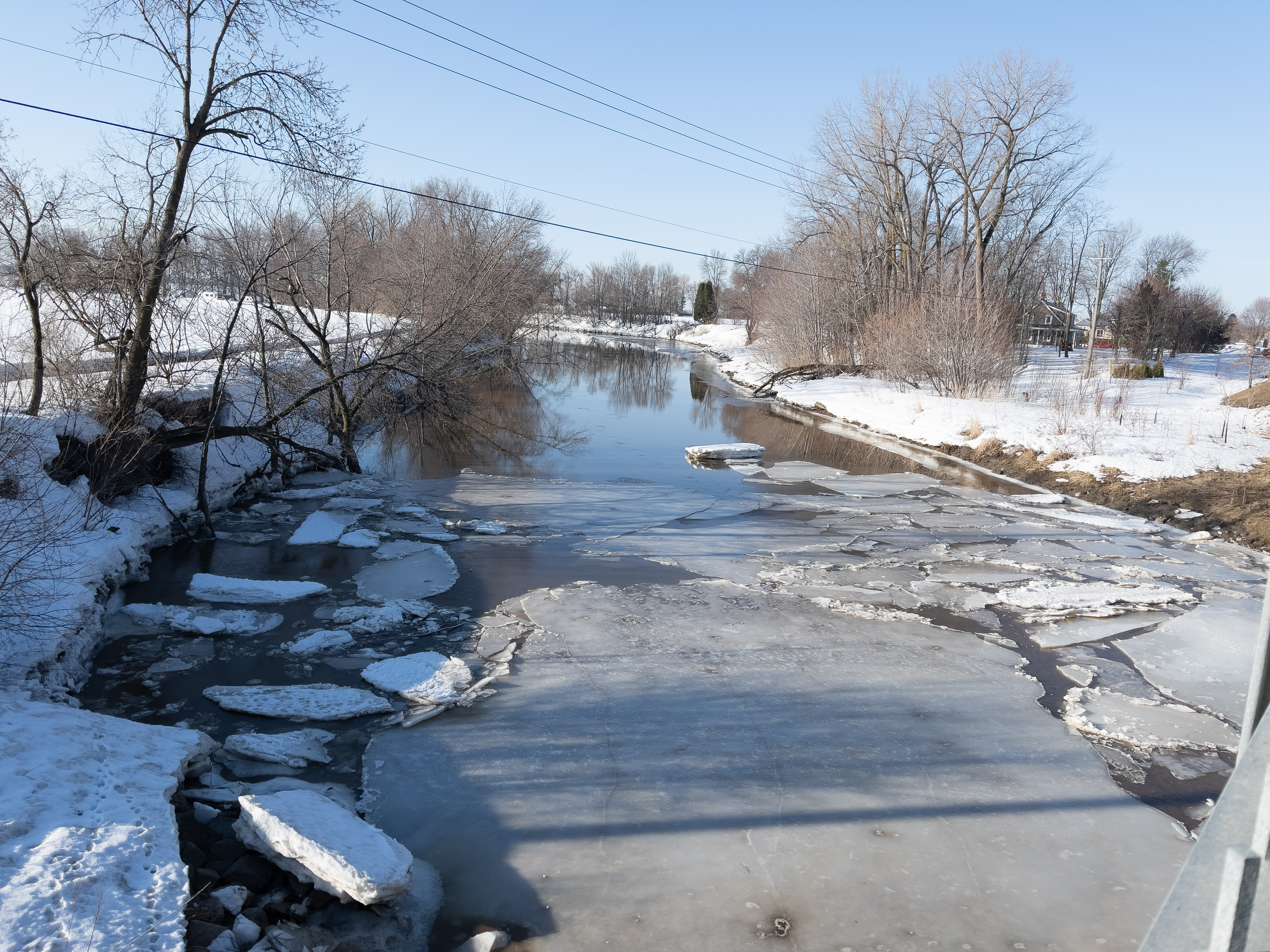
Rivière Champlain près de son embouchure